# Franco Micheli
Franco Micheli (fl. XX secolo) è stato un tiratore a segno italiano.

## Biografia
Dopo aver partecipato ai Giochi olimpici intermedi di Atene nel 1906, non terminando la gara di carabina militare 300 m, 14 anni dopo prese parte ai Giochi olimpici ufficiali di Anversa 1920, nella carabina piccola individuale (risultato non conosciuto), nella carabina piccola a squadre con Peppy Campus, Raffaele Frasca, Alfredo Galli e Riccardo Ticchi, arrivando 7º con 1777 punti e nella carabina libera a squadre, sempre insieme a Campus, Frasca, Galli e Ticchi, terminando 9º con 4371 punti.
Nel prosieguo della carriera vinse 3 medaglie ai Mondiali: un oro nella pistola 50 m a squadre a Lione 1921 insieme a Giancarlo Boriani, Raffaele Frasca, Luigi Moretto e Riccardo Ticchi, un argento nella stessa specialità a Milano 1922 con Luigi Corba, Camillo Isnardi e di nuovo Moretto e Ticchi (secondi con 2468 punti dietro la Svizzera a 2553), e un oro individuale nella carabina militare 300 m a terra a Roma 1927.

## Palmarès

### Campionati mondiali
- 3 medaglie:
  - 2 ori (Pistola 50 m a squadre a Lione 1921, carabina militare 300 m a terra a Roma 1927)
  - 1 argento (Pistola 50 m a squadre a Milano 1922)